# Carmen de Lirio
Carmen Forns Aznar (Saragossa, 31 d'octubre de 1923 – Barcelona, 4 d'agost de 2014), coneguda artísticament com a Carmen de Lirio, fou una vedet de revista. També va intervenir en algunes pel·lícules, televisió i espectacles de teatre, com a actriu i cantant. Destacà de jove per la seva gran bellesa. Va treballar al Paral·lel barceloní. El 1962 deixà la revista i va debutar com a actriu a l'obra Topaze, de Marcel Pagnol, de la mà d'Alejandro Ulloa.
Se li va atribuir una relació amb el governador civil de Barcelona, Eduardo Baeza y Alegría, tot i que ella ho va negar sempre. Morí a Barcelona el 4 d'agost de 2014 a l'edat de 90 anys, segons va informar la família, tot i que a la documentació oficial figurava com a nascuda el 1926.

## Biografia
Nascuda a Saragossa, María del Carmen Forns va ser la quarta de vuit germans. El seu pare, català, era militar i la família va tornar a Barcelona el 1939. Una de les seves primeres feines va ser posar com a model de nu al Cercle Artístic. També va treballar al circ on va ser partenaire de Gaby, Fofó i Miliki, a la publicitat. A Ràdio Espanya de Barcelona va sortir en un concurs en què imitava Concha Piquer i cantava La Lirio, i d'aquí va prendre el nom. Primer va fer varietés, cantant boleros. Actuava en cinemes de barris, com a complement de les sessions de cinema. Va debutar al Paral·lel en la revista Escuela de Estrellas.
Amb una escultural vedet i uns impactants ulls verds, va ser una de les més famoses de la companyia de Joaquín Gasa, on van treballar altres figures conegudes del món de l'espectacle com ara Alady, Mary Santpere i Antonio Amaya.
Del Paral·lel, De Lirio va saltar al teatre i al cinema, on va participar en més de 40 pel·lícules com La vida alrededor, de Fernando Fernán Gómez, i Las salvajes en Puente San Gil d'Antoni Ribas. També va col·laborar als films La casa de las palomas de Claudio Guerín i Clara es el precio de Vicente Aranda. Als anys 80 va treballar amb la cineasta Isabel Coixet a Massa vell per a morir jove.
Va passar a la mitologia barcelonina en propagar-se el rumor que era l'amant d'Eduardo Baeza Alegria, governador civil de Barcelona. L'augment de la tarifa dels tramvies va suscitar –en temps del franquisme implacable– gairebé un motí popular. Els supòsits –i segons Carmen de Lirio– políticament intencionats rumors sobre aquelles relacions van donar una dimensió suplementària a l'assumpte. Mentre, ella seguia sent una de les artistes més populars i reclamades. Casada a Mèxic amb un director jueu polonès del qual es va separar, i pare de la seva filla.
El 2009 va publicar les seves memòries amb el títol Carmen de Lirio. Memòries de la mítica vedet que va burlar la censura.

## Espectacles
- 1949. Escuela de estrellas. Al Teatre Còmic de Barcelona.
- 1950. Te espero en el Cómico. Al Teatre Còmic de Barcelona.
- 1951. Esta noche no me acuesto. Al Teatre Còmic de Barcelona.
- 1952. De Cuba a España. Al Teatre Còmic de Barcelona.
- 1953. Delirio en el Cómico. Al Teatre Còmic de Barcelona.
- 1953. Todos al Cómico. Al Teatre Còmic de Barcelona.
- 1954. Pim, Pam, Fuego. Al Teatre Apol·lo de Barcelona. Amb Alady.
- 1955. Vacaciones de broma. Al Teatre Victòria (Barcelona). Amb Alady.
- 1956. Música y mujeres. Al Teatre Apol·lo de Barcelona.
- 1958. ¡Una mujer explosiva!. Al Teatre Calderón de Barcelona.
- 1959. Carnaval Follies. Al Teatre Victòria de Barcelona. Amb Gila.
- 1961. ¡Deseo!. Al Teatre Victòria de Barcelona.
- 1961. Delirio estival. Al Teatre Victòria de Barcelona.
- 1962. Topaze de Marcel Pagnol. Al Teatre Windsor de Barcelona.
- 1964. Los verdes. Teatre Victòria de Barcelona. Amb Escamillo i Bella Dorita.
- 1965. Clementina no rellisquis. Al Teatre Candilejas de Barcelona.
- 1966. Las teleguapas. Al teatre Victòria de Barcelona.
- 1968. Las noches bajas de Ana o mi marido tiene una turca, original de Rafael Richart. Al Teatre Victòria de Barcelona.
- 1968. El caraqueño, original de José Martín Recuerda. Al Teatre Alexis de Barcelona. Amb Francisco Vals
- 1969. Educando a una idiota d'Alfonso Paso. Al Teatre Alexis.
- 1972. Boy friend. Al Sokoa (Avinguda de Sarrià, 44) de Barcelona.
- 1978. Chin, chin, felicidad. Al Teatre Espanyol de Barcelona.
- 1988. Carmen de Lirio y el Amor. A Ciros (carrer de Muntaner, 244) de Barcelona.
- 1993. Lo sabe la Lirio de Dios. Al Nou Joanot, cafè teatre (Plaça Major del Poble Espanyol) de Barcelona.
- 1996. Cantando y contando. Al Versus Teatre de Barcelona.
- 1997. Sarajevo mon amour, original d'Ever Martín Blanchet. Al Versus Teatre amb Santi Sans i Saskia Giró.

## Filmografia
- 1951. Parsifal. Directors: Daniel Mangrané i Carlos Serrano de Osma.
- 1954. La pecadora. Director: Ignacio F. Iquino.
- 1958. Secretaria para todo. Director: Ignacio F. Iquino.
- 1959. La vida alrededor. Director: Fernando Fernán-Gómez.
- 1960. Festival en Benidorm Director: Rafael J. Salvia.
- 1960. La paz empieza nunca. Director: León Klimovsky.
- 1961. Honorables sinvergüenzas. Director: José Luis Gamboa.
- 1963. Goliat contra los gigantes. Director: Guido Malatesta.
- 1963. El mujeriego. Director: Francisco Pérez Dolz.
- 1967. Las salvajes en Puente San Gil. Director: Antoni Ribas.
- 1971. La casa de las palomas. Director: Claudio Guerín
- 1974. Clara es el precio. Director: Vicente Aranda.
- 1975. La trastienda. Director: Jordi Grau
- 1985. Yo, «el Vaquilla». Director: José Antonio de la Loma.
- 1988. Massa vell per a morir jove. Directora: Isabel Coixet
- 1989. Verónica L. Directors: Antoni Padrós i Octavi Martí.
- 1991. Un submarí a les estovalles. Director: Ignasi P. Ferré.
- 1995. La Monyos. Directors: Mireia Ros.
- 2001. La Casita Blanca. La ciutat oculta. Director: Carles Balagué